# Rickard Magnusson
Rikard Magnusson, född 10 januari 1971, är en svensk badmintonspelare.

## Karriär
Rickard Magnusson är en svensk badmintonspelare som har vunnit bland annat Austrian Open, Irish Open, Norwegian International, Malmö International, Finnish International och Portugal International. 1997–1999 var han svensk mästare i herrsingel. Magnusson vann 2000 och 2001 tyska lagmästerskapet med BC Eintracht Südring Berlin.

## Tävlingsmeriter
| Säsong    | Tävling                 | Disciplin  | Plats | Spelare |
| --------- | ----------------------- | ---------- | ----- | --- |
| 1984/1985 | SM: Singel U15          | Herrsingel | 1     | Rikard Magnusson (Ljungby) |
| 1988/1989 | SM: Singel U19          | Herrsingel | 1     | Rickard Magnusson (Ljungby) |
| 1988/1989 | SM: Singel U19          | Herrsingel | 1     | Anders Hansson / Rickard Magnusson (MBK / Ljungby) |
| 1989/1990 | SM: Singel U22          | Herrsingel | 1     | Rickard Magnusson (Ljungby) |
| 1990/1991 | SM: Singel U22          | Herrdubbel | 1     | Anders Hansson / Rickard Magnusson (MBK) |
| 1991      | Austrian International  | Herrsingel | 1     | Rikard Magnusson |
| 1991/1992 | SM: Singel U22          | Herrdubbel | 1     | Anders Hansson / Rickard Magnusson (MBK) |
| 1994      | Irish Open              | Herrsingel | 1     | Rikard Magnusson |
| 1994      | Austrian International  | Herrsingel | 1     | Rikard Magnusson |
| 1995      | Irish Open              | Herrsingel | 1     | Rikard Magnusson |
| 1995      | Norwegian International | Herrsingel | 1     | Rikard Magnusson |
| 1995      | Malmö International     | Herrsingel | 1     | Rikard Magnusson |
| 1995/1996 | EBU Circuit             | Herrsingel | 1     | Rikard Magnusson |
| 1996      | Portugal International  | Herrsingel | 1     | Rikard Magnusson |
| 1996      | Malmö International     | Herrsingel | 1     | Rikard Magnusson |
| 1996      | Finnish International   | Herrsingel | 1     | Rikard Magnusson |
| 1996/1997 | SM: Singel              | Herrsingel | 1     | Rickard Magnusson (BK Aura) |
| 1998/1999 | SM: Singel              | Herrsingel | 1     | Rickard Magnusson (BK Aura) |
| 1999      | VM                      | Herrsingel | 33    | Rikard Magnusson |
| 1999/2000 | Tyska lagmästerskapen   | Lag        | 1     | BC Eintracht Südring Berlin (Jens Olsson, Sebastian Schmidt, Kristof Hopp, Mikael Rosén, Catrine Bengtsson, Margit Borg, Rikard Magnusson, Daniel Eriksson)                                                                  |
| 2000      | Portugal International  | Herrsingel | 1     | Rikard Magnusson |
| 2000/2001 | Tyska lagmästerskapen   | Lag        | 1     | BC Eintracht Südring Berlin (Vladislav Druzchenko, Karina de Wit, Rikard Magnusson, Lotte Jonathans, Jyri Aalto, Anja Weber, Peter Axelsson, Catrine Bengtsson, Jens Eriksen, Henrik Andersson, Bram Fernardin, Torsten Ost) |
| 2002/2003 | Tyska lagmästerskapen   | Lag        | 2     | BC Eintracht Südring Berlin (Vladislav Druzchenko, Rikard Magnusson, Jyri Aalto, Peter Axelsson, Jens Eriksen, Henrik Andersson, Bram Fernardin, Torsten Ost, Karina de Wit, Lotte Jonathans, Anja Weber, Catrine Bengtsson) |